# 长堤大马路
長堤大馬路是中國廣州市越秀區的一條東西走向，略帶弧度的道路，兩端均連接沿江西路。全長892米，寬12米，目前为由东往西单行线。

## 歷史

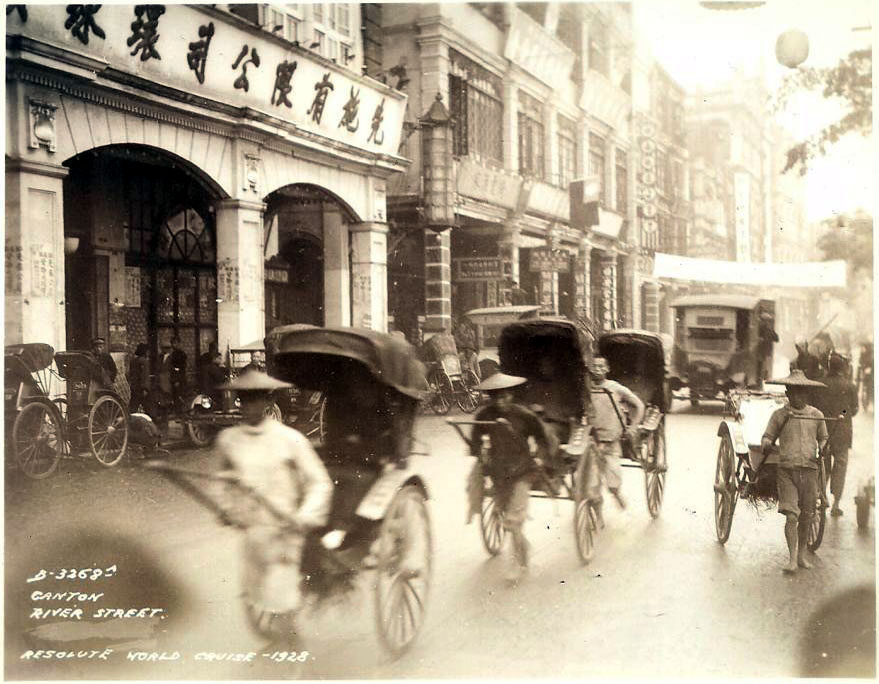
先施有限公司。

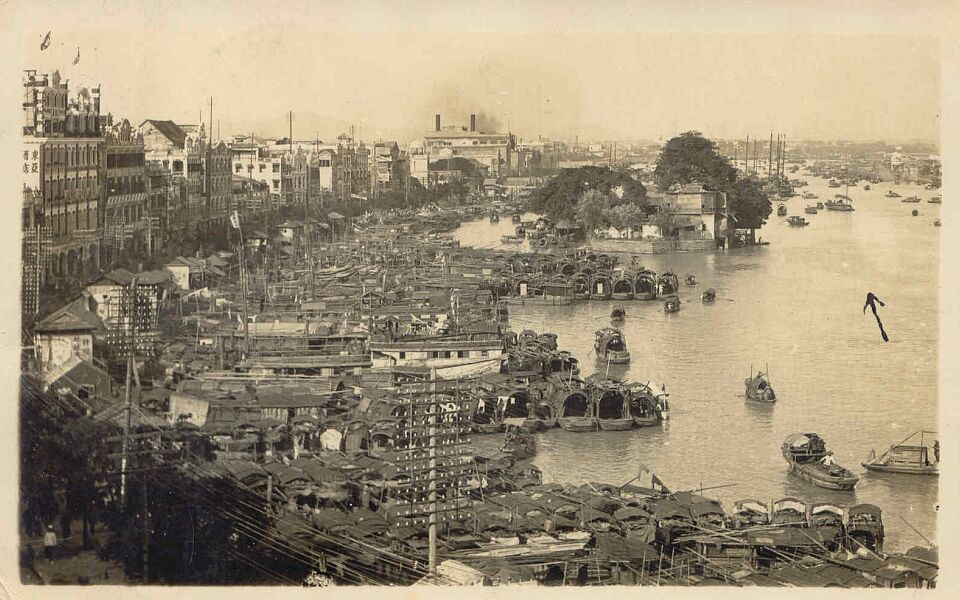
1930年的長堤大馬路（西向東方向），當時尚未有新填地，圖中箭嘴所指為海珠公園（海珠石）。

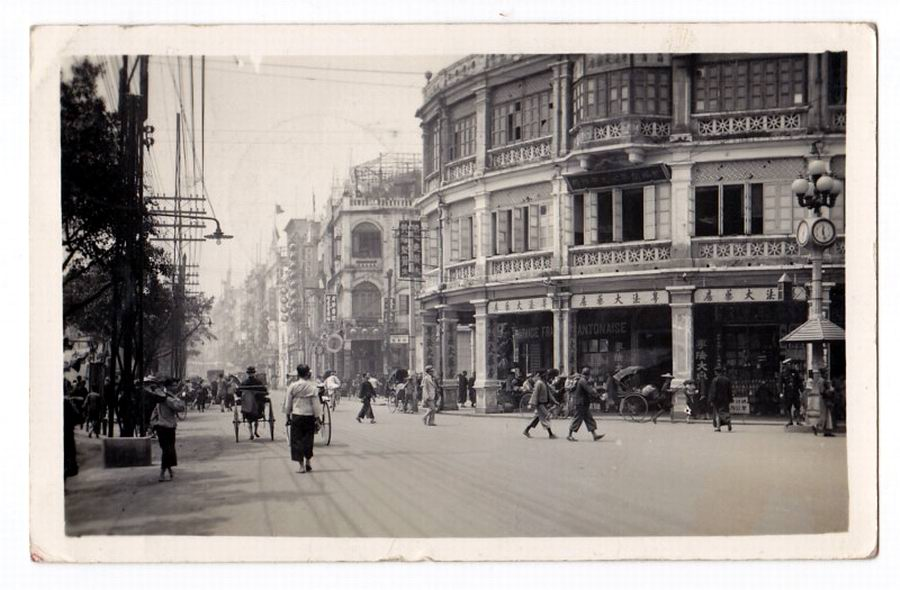
1937年，靖海路與長堤大馬路的交界處（東往西方向），右側是靖海路。

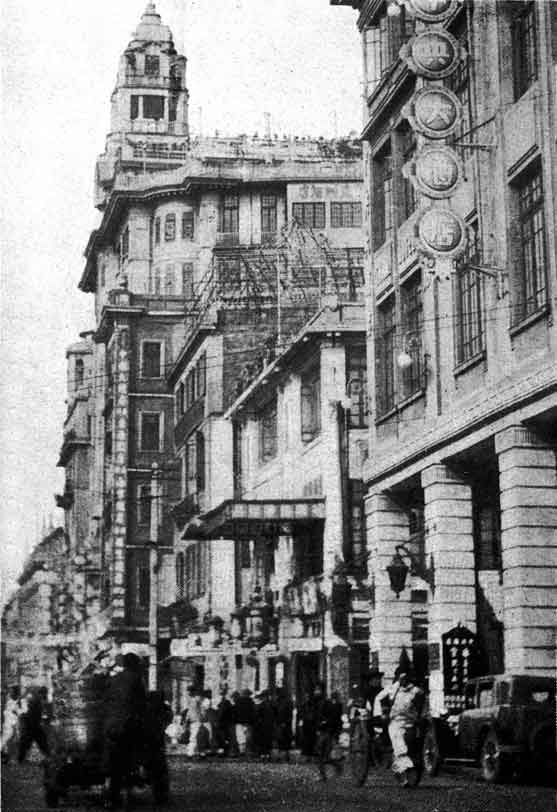
圖中可見中央大酒店。

1920年，中華民國廣州市政府建堤築路，故名。廣州最早的正規電影院，是號稱“華南電影托拉斯”的盧根在1920年興建的明珠影畫院，就在長堤大馬路。它也是默片（無聲電影）時期廣州規模最大、設備最好的電影院，放映時有解畫員講解，擁有700多個座位，分前、中、後、樓、前廂、後廂，首開“對號入座”先例。
長堤大馬路當時為主要的新商業區。著名的老字號大三元酒家、大公餐廳、先施公司（在1949年中共建政後結業，樓宇被充公，後成為華夏百貨公司）、海珠大戲院曾在長堤大馬路營業。時過境遷，到了20世紀末，衆多老字號已經倒閉或搬遷，而新的商业形态又未成气候，長堤大馬路風光不再。
廣州市人民政府曾提出規劃，重新振興長堤一帶的老字號商業和景觀，復興此處昔日的輝煌。

## 特色
長堤一帶是廣州昔日的繁華地帶，商業興旺，有衆多老字號酒家與百貨公司，此處亦有很多歷史建築，也是廣州老城區騎樓保存得較好的一條道路。近年来有較多酒吧和卡拉OK、夜總會、遊戲機室等娛樂場所進駐，一度成为广州夜生活一大热点。但后来众多娱乐场所又关门倒闭。现在，长堤大马路被政府规划为“民间金融街”，期望通过集中小额贷款公司、担保公司、典当行来发展民间金融业。

## 相關文化作品
- 《長堤1973》－《唱好廣州》東山少爺

## 與之交匯道路
道路顺序由東往西排列
- 沿江西路
- 靖海路
- 新堤一橫路
- 新堤二橫路
- 新堤三橫路 / 海珠南路
- 沿江西路

## 沿途主要建築
由東至西排列
- 廣州醫科大學附屬第一醫院
- 廣州少年兒童圖書館（舊虎標永安堂分館）
- 大三元酒家（已拆卸）
- 廣州珠江華僑大酒店（原廣州富麗華大酒店）
- 海珠大戲院
- 華夏百貨公司（已結業）
- 东亚酒店
- 長堤真光中學
- 愛羣大酒店

## 公共交通
巴士
- 愛群大廈站
- 長堤站
- 靖海路口站站
- 廣醫一院總站

地鐵
- 广州地铁2号线海珠廣場站
- 广州地铁6号线海珠廣場站、一德路站

均在鄰近长堤大马路位置設有出口。
渡輪
- 省總碼頭